# Nicolae Mandricenco
Nicolae Mandricenco, ukr. Микола Іванович Мандриченко, Mykoła Iwanowycz Mandryczenko, ros. Николай Иванович Мандриченко, Nikołaj Iwanowicz Mandriczenko (ur. 12 marca 1958 we wsi Płachtijiwka, w obwodzie odeskim) – mołdawski piłkarz pochodzenia ukraińskiego, grający na pozycji napastnika, trener piłkarski.

## Kariera piłkarska
Wychowanek Szkoły Sportowej w Saracie. Pierwszy trener I.Czyrwa. W 1977 rozpoczął karierę piłkarską w Kołosie Nikopol, skąd został powołany do służby w wojsku. Po zwolnieniu z wojsku powrócił został piłkarzem Avtomobilista Tyraspol. W 1981 bronił barw SKA Odessa. W 1982 powrócił do tyraspolskiego klubu, w którym zakończył karierę piłkarza w roku 1989.

## Kariera trenerska
Po zakończeniu kariery piłkarza rozpoczął pracę szkoleniowca. W 1990 pomagał trenować Tekstilshik Tyraspol. W latach 1991–1993 uczył się w Wyższej Szkole Trenerskiej w Moskwie. Potem pracował w klubach Nord-Am-Podilla Chmielnicki, Tighina Bendery i Tiligul Tyraspol. W 1999 prowadził Viktorię Cahul. W styczniu 2001 został mianowany na stanowisku głównego trenera Constructorul Kiszyniów, w którym pracował do sierpnia 2001. Od września 2001 do czerwca 2002 stał na czele Zimbru Kiszyniów. W 2003 pracował w Akademii Piłkarskiej Sheriff Tyraspol. Na początku 2004 objął prowadzenie klubu Krasyliw-Obołoń Krasiłów. Od lipca do końca 2004 kierował klubem Podilla Chmielnicki. Potem prowadził juniorską reprezentację Mołdawii U-17. W sezonie 2010/11 trenował drugi zespół Zimbru Kiszyniów. W sierpniu-wrześniu 2014 pracował na stanowisku głównego trenera Dinamo-Auto Tyraspol. Potem kierował reprezentację Mołdawii w piłce nożnej plażowej.